# Azteca (groupe)
Pour les articles homonymes, voir Azteca.
Azteca est un groupe américain de rock, originaire de San Francisco, en Californie. Il est en activité entre 1972 et 1976, et connait un retour ponctuel en 2007.

## Biographie
Azteca est formé au début de l'année 1972 à l’initiative du percussionniste Coke Escovedo (membre du groupe Santana) à San Francisco, Californie. Cette première formation, relativement imposante (17 musiciens), compte parmi ses effectifs le frère de Coke, Pete Escovedo (chant, percussions), le percussionniste Victor Pantoja, ainsi que les chanteurs Errol Knowles, Wendy Haas et Rico Reyes. La section de cuivres est composée de Bob Ferreira (saxophone), Tom Harrell (trompette, flugelhorn), Mel Martin (saxophone, flûte) et Jules Rowell (trombone). Les claviers sont assurés par George DiQuatro, George Maribus et Flip Nunez, les guitares par Jim Vincent et un autre membre de Santana, Neal Schon. Le bassiste, Paul Jackson, est également connu pour avoir joué dans le groupe jazz-funk de Herbie Hancock, The Headhunters. Enfin, la section rythmique est complétée par le batteur de jazz Lenny White (Return to Forever).
Le groupe signe chez Columbia Records et son premier album, éponyme, paraît en décembre 1972. Il se caractérise par un style musical composite, mélange de rock en espagnol et de jazz-funk, globalement inspiré de ce que fait Santana (période Abraxas, Caravanserai) ou encore Mandrill, avec de plus, une place importante donnée aux arrangements de cuivres. L’album parvient à se positionner neuf semaines dans les charts américains, dans les dernières places (151e).
Le second album du groupe, Pyramid of the Moon, sort à l’automne 1973. Bill Courtial y remplace Jim Vincent à la guitare, Pat O’Hara reprend le trombone de Rowell et Lenny White laisse place à John Brinck à la batterie. Dans la continuité stylistique de Azteca, ce nouvel opus ne réussit pas, cette fois, à se classer. Le départ de Coke Escovedo conduit Columbia à annuler son contrat avec le groupe. La fille de Pete Escovedo, Sheila Escovedo (future collaboratrice de Prince), alors adolescente, remplace Pantoja aux percussions. La formation continue de se produire dans la Baie de San Francisco), jusqu’en 1976, année de la séparation.
À la fin des années 2000, le réalisateur Daniel E. Meza parvient à assembler une formation de 12 musiciens composée en partie de membres historiques (dont Pete Escovedo et Lenny White). Le concert donné au Key Club de Hollywood en septembre 2007 sert de matériel à un film documentaire de Meza intitulé Azteca: La Piedra del Sol, ainsi qu’à l'album live From the Ruins, tous deux sortis en janvier 2009.

## Discographie
- 1972 : Azteca (Columbia)
- 1973 :  Pyramid of the Moon (Columbia)
- 2009 : From the Ruins (album live, InAkustik)